# Шахта Гвідо
50°17′23″ пн. ш. 18°47′30″ сх. д. / 50.28972222° пн. ш. 18.79166667° сх. д.

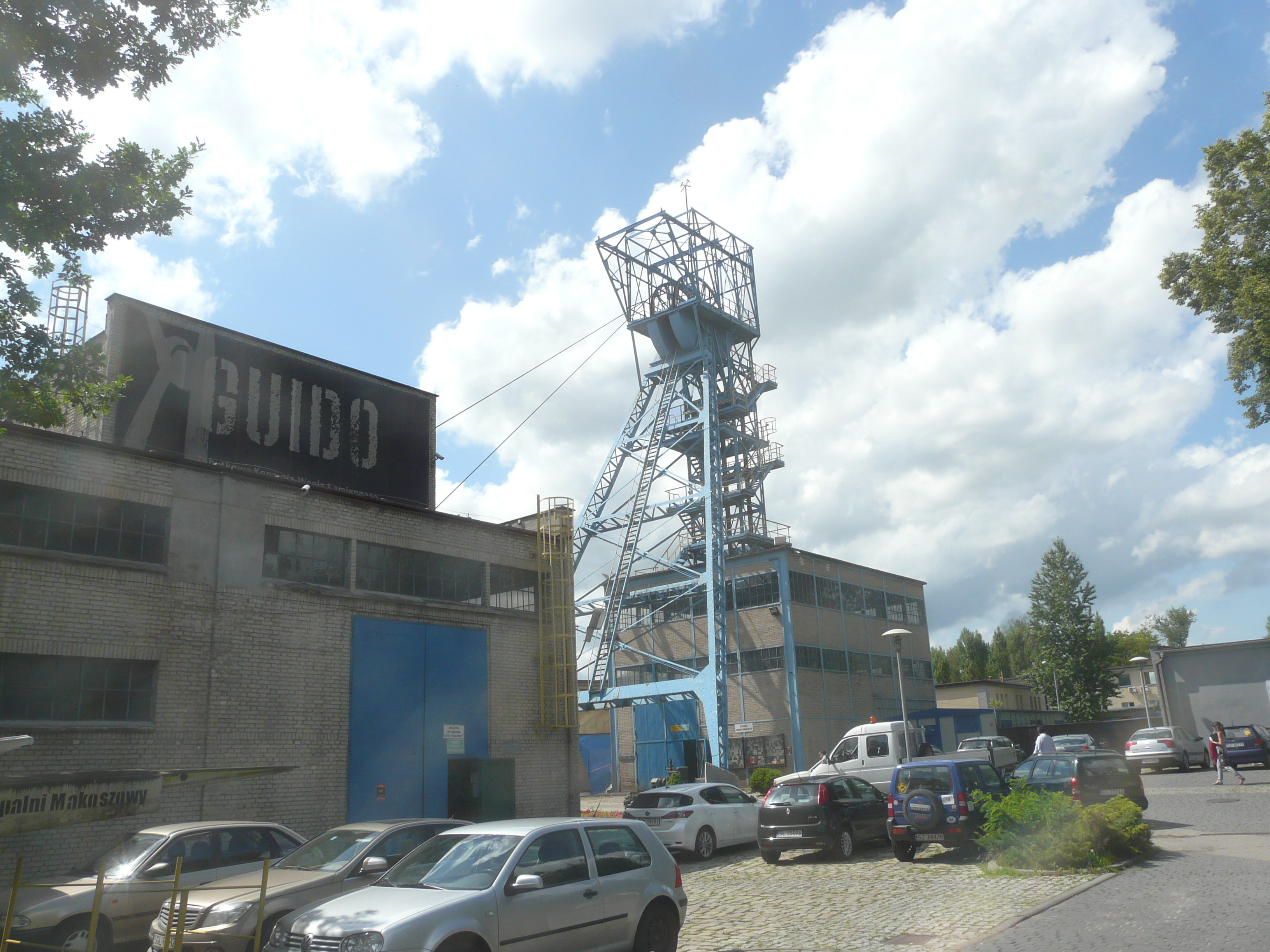
Вугільна шахта Гвідо

Шахта Гвідо, пол. Zabytkowa Kopalnia Węgla Kamiennego   - історичною шахтою та музеєм  вугілля в Забже, Сілезія, Польща . Музей є опорним пунктом на Європейському шляху промислової спадщини .  Це об’єкт культурної спадщини, внесений до реєстру Сілезького воєводства та пам’ятка культури в Польщі.

## Історія
Шахта "Гвідо" була створена в 1855 р. Гвідо Хенкелем фон Доннерсмарком (1830-1916) для забезпечення вугіллям млинів Доннерсмарк. Максимальний видобуток був у 1885 р., коли було добуто 312 976 т вугілля. Коли вугілля розроблялося, воно продовжувало забирати воду із сусідніх шахт. Ця функція зменшилася в 1930-х роках, а шахта закрилася в 1960 році. У 1967 р. вугільний завод знову відкрився як випробувальна шахта для вугільних машин. У 1987 році сайту було надано статус у списку. Незадовго до цього, в 1982 році, на відкритому майданчику був створений музей під відкритим небом, який закрився в 1996 році. Поточний музей шахт для відвідувачів відкрився до 170 метрів у 2007 році та до 320 мільйонів у 2008 році. 
Технічно ранній шахті довелося боротися з піском та тектонічним розломом Саари. Перший вал, вал Барбари 1856 року, був покинутий на 30м. Другий вал, вал Конкордії, був перейменований на вал Гвідо. Розвідувальний видобуток на 80 м був відмовлений через несправність. Фінансова допомога була отримана від Верхнесилезськой залізничної асоціації. Гвідо був осушений, і новий залізничний вал був викопаний - рівень 170 м експлуатували за допомогою розкопок короткої стіни. Роботи були придбані в 1887 р. Прусським « Фінанзамт» і об’єднані з шахтою ім . Гвідо та залізниця були заглиблені на 320 метрів, 170 метрів були відпрацьовані. У 1912 році шахта Гвідо була об'єднана з новозбудованою шахтою Дельбрюк (Макошовий вугільний рудник - пост 1945) та коксохімічним заводом . Сілезія була розділена в 1922 році, а шахта Дельбрюк (з шахтою "Гвідо") передана прусській гірничій компанії Preussag . У 1928 році вал Гвідо був закритий, а залізничний вал став транспортувальним валом для екіпажу та матеріалів. 

## Музей
Підземний музей знаходиться під поверхнею 320 метрів, а другий рівень представляє шахту 19 століття на висоті 170 метрів. 320 м робить його найглибшою шахтою для відвідувачів у Європі. Він використовує вугілля чорного вугілля № 620 вугільного пласту  На ньому представлена тунельна машина Alpina, різак-навантажувач з довгою стінкою AM 50. контейнери для вугілля 250 тонн, конвеєрні стрічки та підвісна залізниця. Він має симуляції гірських катастроф та концертний зал.  Існує також виставка, присвячена політично репресованим солдатам-шахтарям 1950-х років.